# István Juhász (piłkarz)
István Juhász (ur. 17 lipca 1945 w Budapeszcie, zm. 16 września 2024) – węgierski piłkarz grający na pozycji pomocnika. W swojej karierze rozegrał 23 mecze w reprezentacji Węgier, w których strzelił 1 gola.

## Kariera klubowa
Swoją karierę piłkarską Juhász rozpoczynał w klubie Ferencvárosi TC z Budapesztu. W sezonie 1963 zadebiutował w nim w pierwszej lidze. Wraz z Ferencvárosi czterokrotnie zostawał mistrzem Węgier w sezonach 1964, 1967, 1968 i 1975/1976. Wygrywał też rozgrywki o Puchar Węgier w latach 1972, 1974 i 1976. Dwukrotnie dotarł z Ferencvárosi do finału Pucharu Miast Targowych. W 1965 roku wystąpił w wygranym 1:0 finale z Juventusem, a w 1968 roku w przegranym finałowym dwumeczu (0:1, 0:0) z Leeds United. Natomiast w 1975 roku zagrał w przegranym 0:3 finale Pucharu Zdobywców Pucharów z Dynamem Kijów.
W 1976 roku Juhász odszedł z Ferencvárosi do amerykańskiego San Diego Sockers, w którym grał w North American Soccer League Outdoor (NASL) do końca swojej kariery, czyli do 1979 roku.

## Kariera reprezentacyjna
W reprezentacji Węgier Juhász zadebiutował 15 czerwca 1969 roku w przegranym 2:3 meczu eliminacji do MŚ 1970 z Danią. W 1972 roku wystąpił w dwóch meczach turnieju finałowego Euro 72: półfinale ze Związkiem Radzieckim (0:1) i o 3. miejsce z Belgią (1:2). Od 1969 do 1974 roku rozegrał w kadrze narodowej 23 mecze, w których strzelił 1 gola.
W 1968 roku Juhász był podstawowym zawodnikiem kadry Węgier podczas igrzysk olimpijskich w Meksyku, na których zdobył złoty medal.